# Bælum
Bælum es una localidad situada en el municipio de Rebild, en la región de Jutlandia Septentrional (Dinamarca), con una población en 2012 de unos 799 habitantes.
Se encuentra ubicada de la península de Jutlandia, en la península de Himmerland, frente a la costa del Kattegat, mar Báltico.